# Gastone Serloreti
Gastone Maria Serloreti (Torino, 1905 – Roma, 27 dicembre 1967) è stato un criminale di guerra e ufficiale italiano della Repubblica Sociale Italiana.

## Biografia
Nato a Torino nel 1905, diventa ufficialmente squadrista in data 21 ottobre 1921. 
A partire dal dicembre 1923 sarà allievo carabiniere volontario, per diventare poi nell'aprile 1924, tiratore e carabiniere scelto presso la Legione Territoriale di Torino. 
A fine luglio dell'anno 1926 diverrà vicebrigadiere. 
Nel 1939 diventa ufficiale della Milizia Volontaria per la Sicurezza Nazionale, da lì sarà impiegato presso l'Ufficio Politico Investigativo. 
Mandato a Bolzano e successivamente a Trapani, ritornerà a Torino nel 1942, dove prenderà servizio nell'Ufficio Politico Investigativo in data 20 dicembre 1943, con grado di maggiore. Quindi, sarà operativo presso la Caserma Lamarmora di Via Asti, divenuta tristemente nota come luogo di tortura da parte dei fascisti di innocenti, partigiani, ebrei, oppositori politici, detenuti per reati comuni. Nel 1944, ne diviene direttore, rimpiazzando il colonnello Cabras.

## Crimini di guerra
Gestì la caserma collaborando con il comandante Marcacci e durante quel periodo l'attività repressiva crebbe in maniera esponenziale, con arresti anche indiscriminati, spesso per semplice spirito di competizione tra i due.
Quando tra il 15 e il 20 marzo 1944 il CLN riferisce a Serloreti che è stato condannato a morte per le efferate torture a cui ha sottoposto i prigionieri, costui reagisce annunciando che se lui o qualsiasi altro dei suoi collaboratori fossero stati uccisi, per ritorsione sarebbero stati fucilati dieci prigionieri. 
A seguito di una mediazione, l'accordo raggiunto tra CNL e Serloreti fu che la condanna a morte sarebbe stata revocata, a patto di cessare immediatamente le torture e rilasciare quattro prigionieri. Tuttavia le sevizie furono soltanto sospese da Serloreti, per riprendere in seguito con cadenza saltuaria.
A contribuire alle sevizie vi sarà altresì il prete Don Edmondo De Amicis, nipote dell'omonimo scrittore. Tra gli aguzzini si ricordano gli scagnozzi di Serloreti: Vannucchi, Azzario, Fagnola, Gaslini e Fenoglio.
 

La caserma Lamarmora sarà poi liberata nella notte del 28 aprile 1945 e il partigiano Livio Scaglione riporterà che molti prigionieri furono trovati "stremati dalla fame e dalle torture".

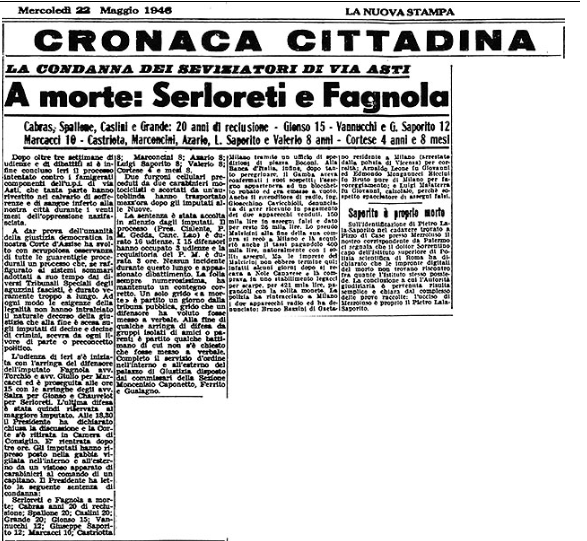
Articolo de La Nuova Stampa dove viene pubblicizzata la condanna a morte decisa dal CLN contro Gastone Serloreti per le atrocità commesse

## Processo
Gastone Serloreti, sarà condannato a morte come criminale di guerra dalla Corte d'Assise straordinaria di Torino il 21 maggio 1946, dopo esser stato arrestato a Milano dai partigiani, avendo tentato di fuggire con i tedeschi il 28 aprile 1945 ed esser stato ricondotto a forza a Torino il 10 agosto 1945, con l'accusa di aver ordinato rastrellamenti e fucilazioni.
Tuttavia la sentenza sarà successivamente rivista dalla Corte di Cassazione che la annullerà per un difetto formale, essendo nel frattempo sopraggiunta l'amnistia. Il processo sarà più volte spostato fino al 21 novembre 1949, dove Serloreti verrà condannato a 24 anni per collaborazionismo con annessa confisca dei beni ed interdizione perpetua dai pubblici uffici. 
Tra le altre accuse, per Serloreti c'è quella di aver fatto uno sporco luogo d'affari la caserma dove dirigeva le torture, permettendo di riscattare alcuni prigionieri in cambio di denaro.
La pena sarà poi condonata per 2/3, tramutandosi in pena detentiva di otto anni. Il tribunale di Parma lo condannerà poi a 8 mesi di reclusione per appropriazione indebita, nonché a diecimila lire di multa.

## Morte
Si trasferisce a Roma a metà degli anni Cinquanta, lì vi muore il 27 dicembre 1967.